# Ahmed-i Dāʻī
Ahmed-i Dāʻī (osmanisch أحمد داعي) war ein osmanischer Dichter.

## Leben
Geboren wurde er wahrscheinlich in der zweiten Hälfte des 14. Jahrhunderts im Fürstentum Germiyan. Er begann seine Karriere am Hofe der Prinzen von Germiyan in Kütahya. Dort lernte er wahrscheinlich Emir Süleyman, einen Sohn des Bayezid I. kennen und wechselte zu ihm an den Hof der Osmanen nach Bursa. Dort wurde er unter anderem Erzieher von Murad II. Ahmed-i Dāʻī war nicht nur Dichter, sondern hatte auch gute Kenntnisse in Jura, Medizin, Geschichte und Astronomie.
Von ihm sind 17 größere Werke überliefert, darunter je ein Dīwān auf Türkisch und Persisch. Sein berühmtestes Werk ist das Mesnevi Çeng-nâme, in dem er die Herstellung eines Çeng, einer türkischen Winkelharfe, beschreibt. Des Weiteren übersetzte er verschiedene Werke aus dem Arabischen und Persischen ins Türkische.
Gestorben ist er je nach Quelle 1417 oder nach 1421. Er wurde in Bursa begraben, allerdings ist seine Grabstätte nicht bekannt.

## Werke

### Lyrik
- Çeng-nâme
- Câmasb-nâme
- Ukudü'l-cevâhir
- Vasiyyet-i Nuşirevân
- Mutâyebât
- persischer Divan
- türkischer Divan

### Prosa
- Teressül
- Sirâcü'l-kulüb
- Tercüme-i Tıbb-ı Nebevi
- Mihfatü'l-cenne
- Tercüme-i Tâbir-nâme
- Tercüme-i Tezkiretü'l-evliya
- Tercüme-i Eşkal-i Nasır-ı Tusi